# Flatey (Breiðafjörður)
Flatey (isl. „płaska wyspa”) – wyspa w środkowej części zatoki Breiðafjörður, w północno-zachodniej części Islandii, położona około 35 km na północ od Stykkishólmur i około 35 km na zachód od Reykhólar. Wchodzi w skład grupy około 40 wysp i wysepek, które należą do archipelagu Vestureyjar. Pod względem powierzchni stanowi największą wyspę w zatoce Breiðafjörður. Wyspa ma prawie 2 km długości i około 400 m szerokości. Najwyższy jej punkt osiąga 16 m n.p.m.. Na wyspę można dotrzeć promem kursującym między Stykkishólmur na południowym wybrzeżu zatoki oraz Brjánslækur na jej północnym wybrzeżu.
Skały, z których zbudowana jest wyspa, powstały w trakcie erupcji wulkanicznej 11–12 milionów lat temu. Zostały następnie przekształcone przed lądolód Na wyspie można znaleźć około 150 gatunków roślin. Wyspy, podobnie jak cała zatoka, jest ważnym obszarem lęgowym ptaków. Spotkać tu można 35 gatunków ptaków m.in. maskonury, edredony, nurniki, rissy, fulmary, kormorany, ostrygojady, płatkonogi, rybitwy, sieweczki i śnieguły Wschodnia część wyspy oraz kilka wysepek położonych u wschodniego wybrzeża Flatey chronione są jako rezerwat przyrody od 1975.
Wyspa była ważnym punktem handlowym i osadą rybacką od średniowiecza. W XII wieku działał tutaj klasztor augustianów, czego pamiątką po dziś dzień jest kamień zwany klasztornym (Klaustursteinn). Na wyspie przechowywany był w XVII wieku manuskrypt zawierający islandzkie sagi i poematy, nazwany od wyspy Flateyjarbók, czyli „księgą z Flatey”. W 1777 osada na wyspie otrzymała prawa miejskie. Historyczna zabudowa wyspy pochodzi z okresu największego rozwoju na przełomie XIX i XX wieku. Kościół na wyspie pochodzi z 1926 roku. Obecnie wyspę na stałe zamieszkuje tylko kilka osób – stanowi tym samym jedyną zamieszkałą na stałe wyspą w zatoce Breiðafjörður. Populacja wyspy wzrasta jednak w sezonie letnim, stanowiąc ważną atrakcję turystyczną w tej części kraju. 
Wyspa stanowiła inspirację dla wielu twórców, pisarzy i poetów. Na wyspie powstały m.in. filmy Ungfrúin góða og húsið (1999) na podstawie opowiadania Halldóra Laxnessa oraz Wesele w białą noc (Brúðguminn, 2008) Baltasara Kormákura.
Do 1987 roku wyspa tworzyła gminę Flateyrarhreppur, która została wówczas włączona do gminy Reykhólahreppur.